# Cunerus Petri
Cunerus Petri (* 1531 oder 1532 in Brouwershaven, Provinz Zeeland; † 15. Februar 1580 in Köln) war ein niederländischer Theologe, Universitätsprofessor in Köln sowie Bischof in Leeuwarden und Weihbischof in Münster.

## Leben
Cunerus Petri studierte an der Universität Löwen Philosophie und Theologie, promovierte am 12. November 1560 im Fach Theologie und wirkte hier als Professor. Seine Schriften beschäftigten sich mit einer Kirchenreform, wofür er sich einsetzte. Herzog Alba empfahl ihn 1568 dem König Philipp II. für das Bistum Leeuwarden, welches im Jahre 1559 errichtet worden war. Der Hof von Friesland erkannte das neue Bistum nicht an. Daher konnte der erste Bischof, Remi Drieux, sein Amt nicht antreten. Erst in der Schlacht von Jemgum im Jahre 1569 wurde der friesische Widerstand gebrochen. Drieux wurde Bischof von Brügge, und Cunerus Petri erhielt am 16. September 1569 eine päpstliche Zusage für das Amt des Bischofs von Leeuwarden, das er am 2. Februar 1570 antrat. Am 26. Februar 1570 veröffentlichte er in seiner Diözese die Dekrete des Konzils von Trient und hielt am 15. April eine Diözesansynode ab. Sein Bestreben war eine solide wirtschaftliche Ausstattung des Bistums. Jährlich nahm er eine Visitation in seiner Diözese vor. Dies fand besondere Anerkennung beim Papst Gregor XIII. und König Philipp III. Sein Bemühen, einer schnellen Ausbreitung des Calvinismus in seinem Bistum entgegenzuwirken, blieb erfolglos. Dem neuen Statthalter von Holland und Zeeland, Graf von Rennenberg, verweigerte er den Gehorsam. So wurde er am 25. März 1577 verhaftet und für ein Jahr inhaftiert. Nach seiner Freilassung im April 1578 verließ Petri Friesland. Hier wurde im Jahr darauf der katholische Gottesdienst verboten. Er kam ins westfälische Münster, wo er kurzzeitig die Aufgaben des Weihbischofs übernahm. Ab dem Frühjahr 1579 war Petri als Professor für Exegese in Köln tätig.

## Weihehandlungen
- Erzbischof Maximilian de Berghes[1]
- Bischof Franciscus Sonnius